# Route 213 (Québec)
Pour les articles homonymes, voir Route 213.
La route 213 (R-213) est une route régionale québécoise d'orientation nord / sud située sur la rive sud du fleuve Saint-Laurent. Elle dessert la région de l'Estrie.

## Tracé

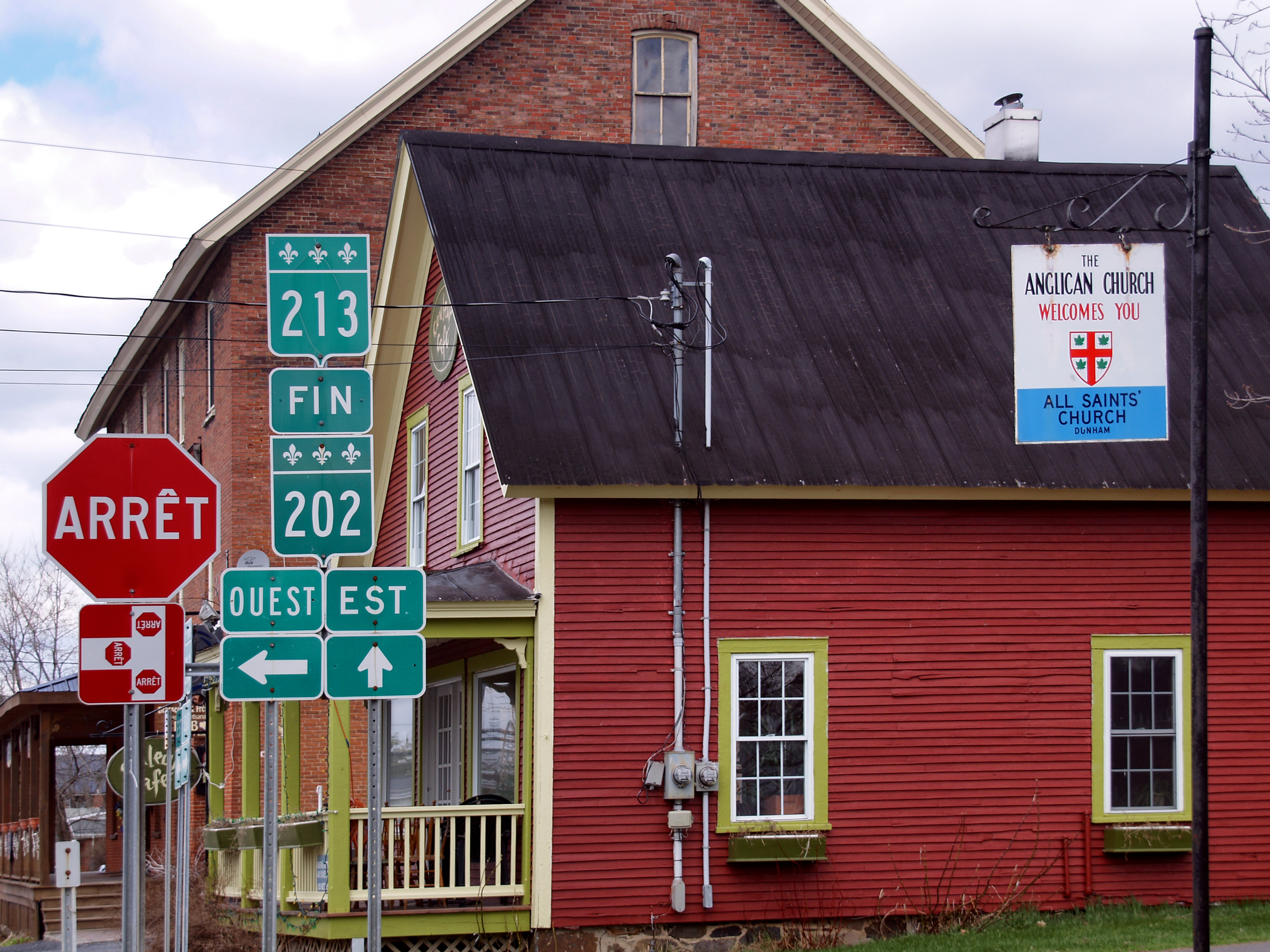
Jonction des routes 202 et 213 au centre-ville de Dunham

Son extrémité sud se trouve à Frelighsburg sur la route 237 alors que son extrémité nord est située à Dunham sur la route 202. Il est inhabituel qu'une route aussi courte, reliant deux petits villages, possède le statut de route provinciale. En fait, avec ses 9,4 kilomètres, c'est la route provinciale la plus courte du Québec.

## Localités traversées (du sud au nord)
Liste des localités traversées par la route 213, regroupées par municipalité régionale de comté.

### Estrie
Brome-Missisquoi
- Frelighsburg
- Dunham

## Intersections majeures
| MRC              | Municipalité | km   | Destinations                                  | Notes |
| ---------------- | ------------ | ---- | --------------------------------------------- | ----- |
| Brome-Missisquoi | Frelighsburg | 0,00 | R-237 – Vermont (USA), Stanbridge East        |       |
| Brome-Missisquoi | Dunham       | 9,40 | R-202 – Stanbridge East, Bedford, Cowansville |       |
|                  |              |      |                                               |       |